# ベネチテス目
ベネチテス目（ベネチテスもく、学名：Bennettitales、キカデオイデア目ともいう）は化石裸子植物の一群で、中生代三畳紀に現れ、白亜紀の終わり頃絶滅した。一般に太い幹、羽状複葉と茎の先につく生殖器官を特徴とし、見かけは現生のソテツ類に似ているが、気孔の配置などに違いがある。
キカデオイデア科（Cycadeoidaceae、キカデオイデアを含む）とウィリアムソニア科（Williamsoniaceae）の2群に分けられる。キカデオイデア科は幹が異様に太く、生殖器官（花あるいは胞子葉穂）は両性で、茎の先に雌胞子葉、根元に雄胞子葉が配置し、その点では被子植物の花と似ている。ただし、具体的な形の復元には諸説ある。また、この共通性はそれぞれ独自に生じたものであり、直接の関係はないとの考えが有力である。ウィリアムソニア科は幹がやや細く、分枝し、生殖器官はソテツ類と同じように雌雄別になっている。
なお、命名の基になったベネチテス Bennettites は葉の化石に、キカデオイデア Cycadeoidaea は幹と生殖器官の化石に対して当初つけられた属名で、両者はあとから同じものであることがわかった。

## ギャラリー

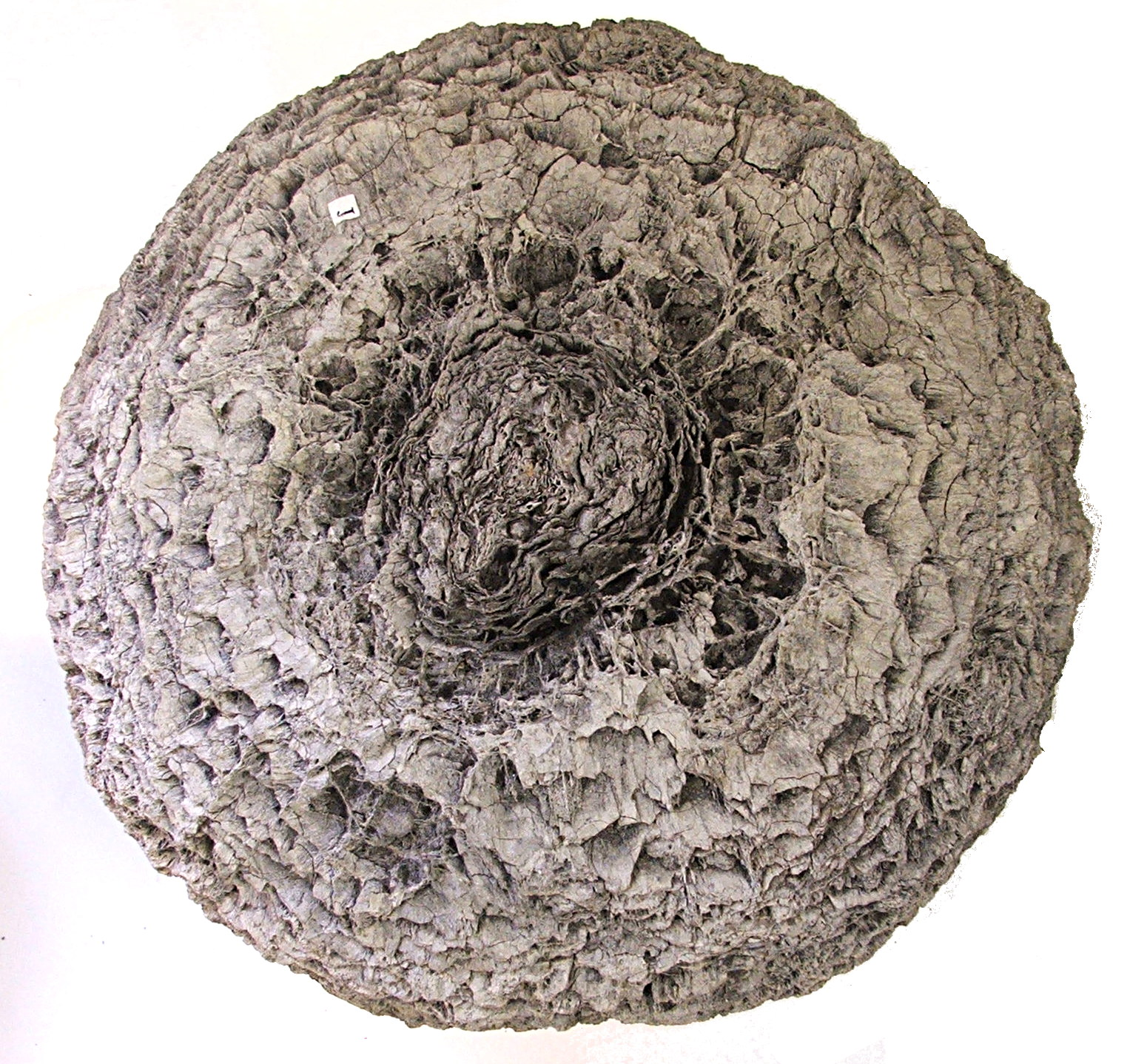
圧縮によって押しつぶされたベネチテス目の化石
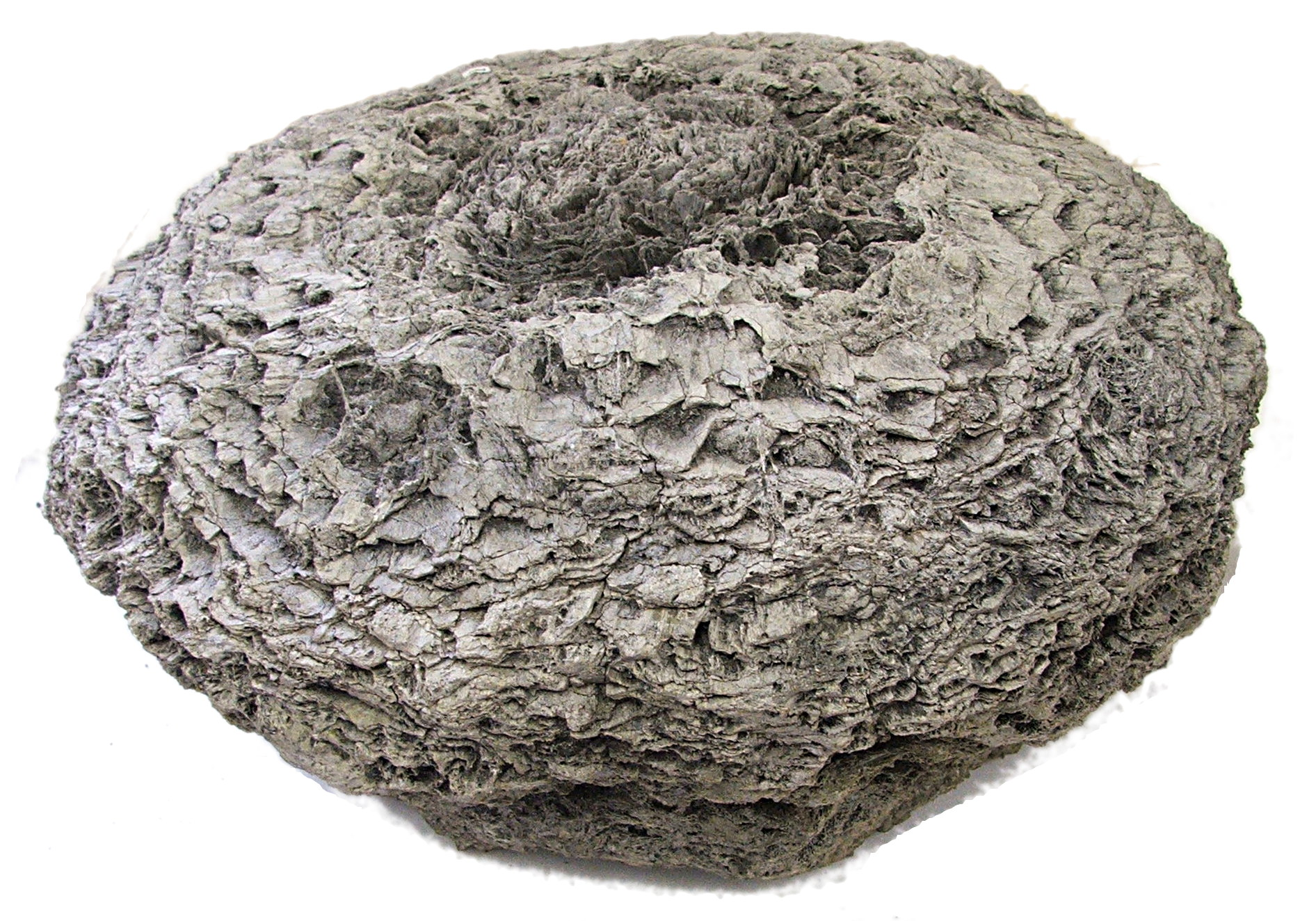
側面からみた画像。埋め込まれた "花"に注意
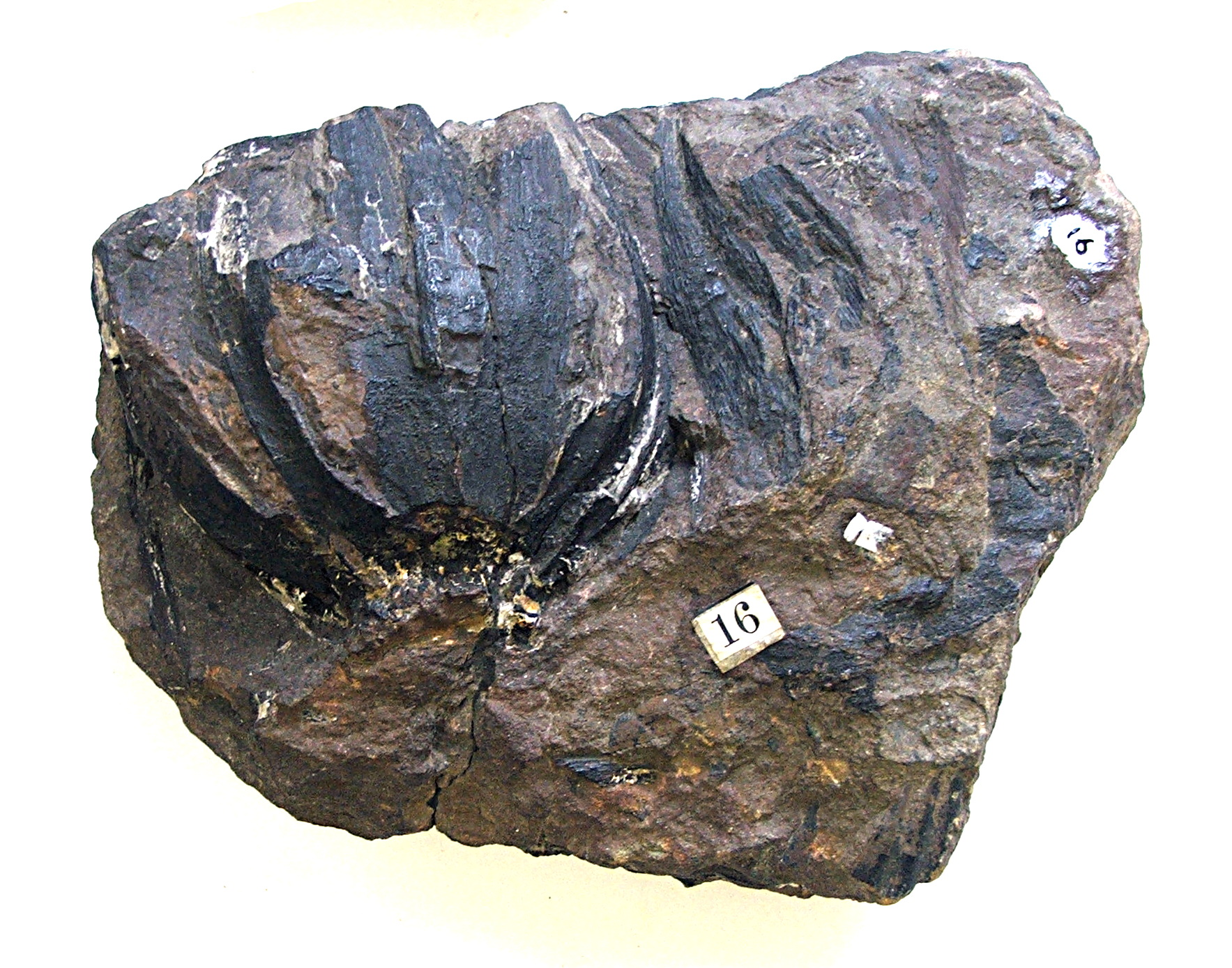
花のような構造
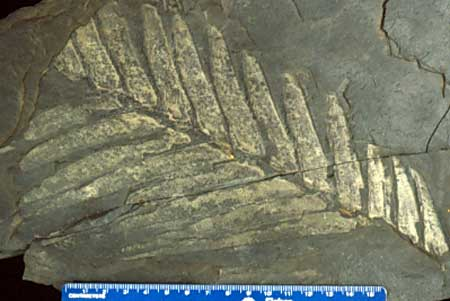
ジュラ紀のZamites mariposanaの化石葉